# Jákó
Jákó é um município da Hungria, situado no condado de Somogy. Tem 16,69 km² de área e sua população em 2019 foi estimada em 625 habitantes.